# 橋本侑樹
橋本 侑樹（はしもと ゆき、1992年〈平成4年〉12月12日 - ）は、日本の政治家、実業家、元ライブアイドル。渋谷区議会議員（2期）。株式会社ツギステ代表取締役社長。
ライブアイドル時代は桜 雪（さくら ゆき）名義でアリスプロジェクトに所属し、アイドルユニット「アリス十番」などで活動した。

## 概要
三重県津市生まれ。三重大学教育学部附属小学校、三重大学教育学部附属中学校、東京学芸大学附属小金井中学校、東京学芸大学附属高等学校を経て、東京大学文学部行動文化学科心理学専修課程卒業。
高校入学直後の2008年にNHK東京児童合唱団（ユースシンガーズ）入団、2010年アリスプロジェクトに所属。2012年10月スチームガールズの結成メンバーとなる。2014年4月、上位ユニットの「アリス十番」に加入した。
2012年、東京大学文科三類に合格。2016年3月に同大学文学部を卒業。大学卒業後も「アイドル一筋で就活はしない」としており、2015年の日本の景気について「アベノミクスはトリクルダウン効果で大企業優遇である。それが中小企業に回るかは疑問であるが、支持する」と述べている。2016年10月、政治塾「希望の塾」に第1期生として入塾した。
2018年12月22日に開催された仮面女子のライブ（自身の生誕祭）において、2019年3月末日で仮面女子を脱退することを表明した。脱退以降は『橋本 ゆき（本名：橋本 侑樹）』名義で政治家を目指すと表明。2019年4月21日投開票、第19回統一地方選挙後半戦の渋谷区議会議員選挙に、音喜多駿が設立した「あたらしい党」の公認を受けて立候補し候補者55名中2376票を獲得して4位で初当選、5月1日より区議としての任期が始まった。その後、同月12日をもって所属していたアリスプロジェクトとの契約を終了したことを報告した。また、アイドルのセカンドキャリア形成を支援する企業「ツギステ」を、桜のどかと共同で立ち上げる。
あたらしい党では、2019年7月の第25回参議院議員通常選挙で党代表の音喜多が日本維新の会公認で立候補し、当選。その後もあたらしい党は維新と共同歩調を採ったため、橋本は維新との共闘路線に対し懸念を表明し、2020年3月に党代表選挙に立候補したが音喜多に敗れた。同年7月23日、「価値観や政治姿勢が合わない中で足並みを揃えて活動していくことが難しくなった」としてあたらしい党を離党したことを報告した。
2023年4月23日投開票、第20回統一地方選挙後半戦の渋谷区議会議員選挙に無所属で2期目を目指し出馬。候補者62名中3190票を獲得してトップ当選を果たした。

## 経歴
- 2003年、 三重大学教育学部附属小学校[18]5年生の時に合唱を始めたことがきっかけで、中学・高校時代は合唱に専念する。三重大学教育学部附属中学校[18]合唱部で全日本合唱コンクール全国大会に出場し、金賞を受賞。
- 2006年、中学2年生の時に父親の転勤のため東京へ転居し、東京学芸大学附属小金井中学校に転入[18]。
- 2008年、東京学芸大学附属高等学校入学、NHK東京児童合唱団（ユースシンガーズ）入団。
- 2009年、NHK全国学校音楽コンクール（Nコン）課題曲『手紙 〜拝啓 十五の君へ〜』収録参加をきっかけに、アンジェラ・アキと共演、（東京武道館でのコンサート、SONGS、ミュージックステーション、MUSIC JAPAN、など）。
- 2010年
  - Nコン課題曲『YELL』（いきものがかり）収録参加。同合唱団によるイタリアコンサートツアーにてバチカンのサン・ピエトロ大聖堂にてローマ法王御前演奏披露会でローマ法王を前にして演奏、ローマ、ヴェニスで公演。
  - NHK教育テレビジョン番組　ハモリ倶楽部にレギュラー出演。
  - 合唱団卒業後のタレント活動への興味が募り、アリスプロジェクトに所属。タレント活動と学業（受験）の両立を図ることを決意し、受験生ブログ『桜雪の東大一直線娘』を立ち上げる。
- 2012年
  - 一浪を経て東京大学文科三類入学[19]。
  - 6月5日、アイドルユニットのOZのメンバーとしてアイドルデビュー[20]。秋葉原の常設劇場『P.A.R.M.S(パームス)』[21]で毎日公演しながら、学業と芸能活動を両立する生活に踏み出す。
  - 10月21日、OZ卒業と同時に、新設ユニットスチームガールズに所属[22]。
- 2013年
  - 3月6日、「仮面女子」でCDデビュー。発売日オリコンチャート6位、週間チャート13位。（インディーズ1位）
  - 4月7日、新ユニット「街角景気☆JAPAN↑」（2014年12月に「街角景気☆仮面女子↑」へ改名）結成、リーダー就任。
  - 4月17日、シングル「アベノ☆MIX」でCDデビュー[23]。
  - 4月13日、新生チェリーブロッサム始動。新メンバーとして神谷えりな（スチームガールズ、グラビアアイドル）と共に加入[24]。
  - 12月14日、桜雪 生誕祭ライブ[25][26]。
  - 12月15日、ヴィジュアル系ロックバンドのSID（シド (バンド)）の楽曲「妄想日記」のカバーシングルがオリコンウィークリーチャートで4位にランクイン[27]。tipeEに収録されている「アリスの檻」は本人自らが作詞を手掛けた楽曲。
  - 12月27日、シド結成10周年を記念した『Visual BANG!～SID 10th Anniversary FINAL PARTY～』にて、シドを含む11組のアーティストの中からアリス十番、スチームガールズの混合ユニット「仮面女子」として、スチームガールズ結成1年目にして日本武道館のステージに立つ[28][29]。
- 2014年
  - 2月20日、ゲーム系アイドル6人制ユニット「ゲームガールズ」のFPS担当として選抜デビュー[30]。
  - 4月5日、「スチームガールズ」卒業[31]。
  - 4月6日、「アリス十番」加入[32][33][34]。
  - 5月3日、 アリス十番、スチームガールズ、アーマーガールズの混合ユニットである「仮面女子」初のワンマンライブをZepp Tokyoにて開催[35]。
  - 6月21日、 MIYAKO ISLAND ROCK FESTIVAL 2014出演。
  - 8月10日、ROCK IN JAPAN FESTIVAL 2014出演。
  - 8月16日、サマーソニック2014 出演。
  - 9月13 - 14日、初の海外遠征　Tokyo Crazy Kawaii Taipei 2014 出演、2日間にわたりロングステージ。
  - 10月13日、仮面女子Zepp Tokyo 2nd ワンマンライブ開催、仮面女子 3rd ワンマンライブ2015年11月23日『さいたまスーパーアリーナ』開催が発表された[36]。
- 2015年
  - 1月、仮面女子「元気種☆」週間オリコンチャート1位獲得（1/12付）[37]。
  - 6月6・7日、 COUNTDOWN ASIA FESTIVAL in JAKARTA 出演。
  - 11月7・8日、『ASCOT Anime Songs Concert Tour 上海2015演唱会』参加。
  - 11月23日、『さいたまスーパーアリーナ』3rd ワンマンライブ開催、地下アイドルユニットとして初めて15000人を動員。
- 2016年
  - 3月、東京大学文学部（心理学専攻）を卒業[38]。
  - 6月18日、若者に選挙の参加を応援するコンセプトのユニット「秋葉仮面」結成、センター就任。
  - 7月23日、受験本「地下アイドルが1年で東大生になれた! 合格する技術」（辰巳出版）出版。
  - 10月、東京都知事小池百合子が立ち上げた政治塾「希望の塾」に入塾[39]。
- 2018年
  - 12月22日、政治家を目指すため、アイドルを卒業すると発表。
- 2019年
  - 3月31日、仮面女子、アリス十番を卒業[40]。
  - 4月21日、第19回統一地方選挙において、本名の橋本侑樹（ゆき）として東京都渋谷区議選に地域政党「あたらしい党」から出馬し初当選[41][42]。
- 2020年
  - 3月14日、2月29日の音喜多駿の辞任に伴い、「あたらしい党」の代表選に出馬したが、再出馬した音喜多に敗れた[43]。
  - 7月23日、「あたらしい党」を離党したことを発表[44][45]。
  - 10月3日、講談社「ミスiD」セミファイナリスト進出[46]。11月20日、ミスiDファイナリスト進出[47]。
- 2021年
  - 3月18日、Twitterで結婚を発表[48][49]。
  - 4月11日、ミスiD2021・普通の女の子が普通に政治を語れる世界賞受賞。
- 2022年
  - 9月17日、浅草公会堂で開催された『月村麗華☆退社式SP』に、「仮面女子☆OG」の桜雪として約3年半ぶりにライブ出演[50][51][52]。
- 2023年
  - 8月6日、株式会社ツギステの設立を発表[53]。
- 2024年
  - 2月4日、SNSで第1子を妊娠したことを報告[54][55]。
  - 6月18日、第1子女児の出産を報告[56]。

## ユニット活動
- アリス十番（2019年3月卒業）
- スチームガールズ（2014年4月卒業）
- 仮面女子（2019年3月卒業）
- ゲームガールズ
- 街角景気☆仮面女子↑
- チェリーブロッサム
- スープ☆ガールズ
- OZ（2012年10月卒業）
- 秋葉仮面

## タレント時代の出演

### テレビ番組（地上波・インターネット）
- 「磨けよ乙女ッ!」（TOKYO MX、毎週金曜日 12：00 - 12：30）レギュラー
- 「仮面女子会」（スカパー! VICTORY CHANNEL、 毎週金曜日 22:30 - 23:00）レギュラー
- 「おにぎり×仮面女子のツボ」（TOKYO MX、毎週金曜日 25:00 - 25:05）レギュラー
- 「バトスピ エクストリームゲーム」（YouTube、毎週水曜日 20:00 配信）- MCレギュラー
- 「みのもんたのよるバズ!」（AbemaTV、毎週日曜　20:00）準レギュラー
- 『クイズプレゼンバラエティー Qさま!!』（テレビ朝日系）

### ラジオ番組
- 桜雪の東京大学喋り部（大和ラジオ放送、毎週木曜日 22:00）
- FX三姉妹（2013年7月31日、ラジオNIKKEI第1放送）
- ミュ〜コミ+プラス（ニッポン放送、毎週火曜日24:00）

### イベント
- 2012年11月24日、第63回東京大学駒場祭「AKB、ももクロの次にブレイクするアイドル集団!アリスプロジェクトの宴じゃい!」
- 2013年5月18日、第86回東京大学五月祭「現役東大生桜雪とその仲間たち!」[57][58]
- 2013年11月23日、第64回駒場祭「秋でも桜雪、私たち仮面女子」[59]
- 2013年12月27日、『Visual BANG!～SID 10th Anniversary FINAL PARTY～』東京・日本武道館[60][61][62]
- 2014年5月3日、仮面女子ZeppTokyoワンマンライブ[63]
- 2014年5月18日、第87回東京大学五月祭「桜雪の仮面舞踏会!」[64][65]
- 2014年6月21日、MIYAKO ISLAND ROCKFESTIVAL　10th anniversary[66]
- 2014年8月10日、ROCK IN JAPAN FESTIVAL[67]
- 2014年8月16日、サマーソニック[68]
- 2014年9月13日・14日、Tokyo Crazy Kawaii Taipei
- 2014年10月13日、Zepp Tokyo仮面女子2ndワンマンライブ
- 2014年10月18日、LOUD PARK
- 2014年11月24日、第65回東京大学駒場祭「ミスコンより熱いステージがここにある! 桜雪のrevenge match!」
- 2015年5月16日、第88回東京大学五月祭「仮面女子＠五月祭vol.3〜悟りの4女桜雪、ステージでは悟らず大暴れ!〜」[69][70]
- 2015年6月6日・7日、COUNTDOWN ASIA FESTIVAL in JAKARTA[71]
- 2015年11月21日、第66回駒場祭(東京大学学園祭)「仮面女子@駒場祭FINAL 〜やっぱ東大だねー!!〜」[72]
- 2015年11月7・8日、ASCOT Anime Songs Concert Tour 上海2015演唱会[73]
- 2015年11月23日、さいたまスーパーアリーナ 仮面女子3rd ワンマンライブ

### 広告 CM
- 湘南美容外科クリニック
- 長野広域連合 ｢長野広域交流女子（つなが～る）｣[74]
- エスカップ（エスエス製薬）

## 出版

### 書籍
- 地下アイドルが1年で東大生になれた! 合格する技術（2016年7月23日、辰巳出版）[75]
- ニッポン幸福戦略（2018年9月30日、光文社）

### 雑誌
- BOMB（学研パブリッシング）2014年6月号
- CanCam（小学館）2013年10月号
- FRIDAY（講談社）2013年6月7日号

## CD

### 楽曲
アリス十番（2014年4月加入）
- believe road テレビ朝日『ちい散歩』エンディングテーマ
- Dive-E
- スケルトンスカイ
- 夏だね☆
- 負けないで☆
- ハピ☆バデ
- 真☆アドベンチャー
- シンデレラ
- アリスのロッキン・ホラー・ショー
- MAD-CROC☆BANGING
- Fusion☆Girl
- ニコニコキノコフレンズ
- アリスの時間
- 最強☆サマー
- FLY HIGH !!!!!!!
- ジャンピン☆ベイベー
- 2die4（作詞）

スチームガールズ（2014年4月卒業）
- destiny
- SAILING DAY ～フナデ～
- Fate
- 青春宝石
- 未来のヒカリ
- Days
- ラジオ会館のうた
- どんくさい Don't cry!!
- HIGH and LOW
- 優しい風
- NAGA-NAGA-NAGANO
- アリスの檻（作詞）
- COSMIC LOVE

仮面女子（アリス十番×スチームガールズ×アーマーガールズ）
- 「仮面女子」2013/3/6 リリース
- #全快☆ヒーロー（アリス十番）
- #HIGH and LOW（スチームガールズ）
- #Wohhhh!!!!（アリス十番&スチームガールズ）
- 「妄想日記」2013/12/15 リリース
- #妄想日記（アリス十番&スチームガールズ）
- #天地-AMATSUCHI-（アリス十番&スチームガールズ）
- #ハル・メギド（アリス十番&スチームガールズ）(TipeA)
- 大冒険☆
- LOVE is ALL
- 超☆アドベンチャー
- アリス・イン・アンダーグラウンド
- マリン☆ロード
- 元気種☆
- あきばサンダルのうた
- 全力エンジン　千葉ジェッツ応援イメージソング
- ぱらだいすいーつ　スイーツパラダイスイメージソング
- 恋の引金（トリガー）
- 大!逆!転! PlayStation®Vita用ソフト『ネットハイ』EDテーマソング
- 仮面大陸-ペルソニア

街角景気☆仮面女子↑
- 「アベノ☆MIX」2013/5/1 リリース
- #アベノ☆MIX
- #景気イイのだっ!
- #♡（カブ）ラカタブLOVE

チェリーブロッサム
- 常夏スイートラブ
- I wish
- 虹色サンゴ礁
- 1度きりのLIFE
- マーガリン

ゲームガールズ
- For share play
- じせだいだい

### 秋葉仮面
- 選挙行こうぜ!